# Presbytis siberu
- Esta obra contiene una traducción total derivada de «Presbytis siberu» de Wikipedia en inglés, concretamente de esta versión, publicada por sus editores bajo la Licencia de documentación libre de GNU y la Licencia Creative Commons Atribución-CompartirIgual 4.0 Internacional.

El langur de Siberut (Presbytis siberu) es una especie de mono de la familia Cercopithecidae. Anteriormente se consideraba una subespecie del langur de Mentawai, Presbytis potenziani (como Presbytis potenziani siberu), pero el análisis genético reveló que son especies diferentes.  El langur de Siberut es nativo de la isla de Siberut en Indonesia. Está clasificado como en peligro de extinción por la IUCN.